# Tajti József
Tajti József (Jászapáti, 1943. október 8. – 2025. június 29.) magyar labdarúgó, edző.

## Pályafutása

### Játékosként
Tajti József a Pénzügyőrben kezdte labdarúgó pályafutását 1960-ban, s egészen 1963-ig itt focizott. Ekkor az NB II-es Kaposvári Honvédhoz került, majd 1965-ben a Budapesti Honvédhoz. Itt kilenc évet töltött el, s 135 élvonalbeli mérkőzésen húzhatta magára a Honvéd szerelését.

### Edzőként
Pályafutása befejeztével, 1975-ben rögtön az edzői pályára lépett, s a Honvéd pályaedzője lett. 11 évnyi kispesti edzősködése utolsó három évében a magyar labdarúgó-válogatottnál Mezey György segítője volt. 
1986-ban a Videoton hívó szavára elment Székesfehérvárra, ahol az NB I-ben vezetőedzőként tevékenykedett. Mindössze egy szezon erejéig, mert 1988-tól 1989-ig a magyar U21-es válogatott szövetségi edzője lett. 1990-1996-ig az NB II-ben dolgozott vezetőedzőként, a Csepel és a Dunaferr SE gárdáinál.
1996-ban visszatért az utánpótlás-neveléshez, Dunaújvárosban volt egy évig utánpótlásedző. Két évig, 1997–1999-ig az élvonalbeli Budapesti VSC szakmai munkájáért felelt. Edzősködése alatt 47 NB I-es meccsen ült a kispadon. Ezek után jó időre félbeszakította edzői pályáját, az MLSZ-nél dolgozott az edzőképzésben, főinstruktori pozícióban.
2007 nyarán megkereste a Nyíregyháza focicsapatának új tulajdonos-menedzsere, Révész Attila, hogy legyen a gárda edzője az NB I-ben. Tajti elfogadta a felkérést, segítője Révész mellett Bekk János lett.

## Sikerei, díjai

### Játékosként
- Magyar bajnokság
  - 2.: 1971–72
  - 3.: 1970-tavasz

- Magyar kupa (MNK)
  - döntős: 1968, 1969
- Közép-európai kupa (KK)
  - elődöntős: 1970